# Дзялдово (концентрационный лагерь)
Дзялдово или Зольдау (пол. Działdowo, нем. Soldau) — нацистский концентрационный лагерь. Создан зимой 1939/40 года в городе Дзялдово на территории оккупированной Польши. За годы войны в этот лагерь попали около 30 000 человек, из которых 13 тысяч были убиты.

## История
Лагерь Дзялдово был основан по распоряжению Рейнхарда Гейдриха в 1939/40 году в качестве транзитного и трудового лагеря. В рамках программы Т-4 в Дзялдово депортировались душевнобольные пациенты близлежащих клиник. С 21 мая по 8 июня 1940 года команда Герберта Ланге убила 1 558 пациентов в газовых автомобилях (т. н. «газвагенах»).
Летом 1941 года Дзялдово был перестроен под трудовой лагерь, в котором заключённые были вынуждены работать на полях. Лагерь был закрыт в январе 1945 года.
Среди известных заключённых находились:
- Нововейский, Антоний Юлиан (1858—1941) — блаженный Римско-Католической Церкви, епископ, историк, мученик[5]
- Леон Ветманьский (1886—1941) — епископ[5][6]
- Ковальская, Мечислава (1902—1941) — блаженная Римско-Католической Церкви